# Mariehamns stadshus

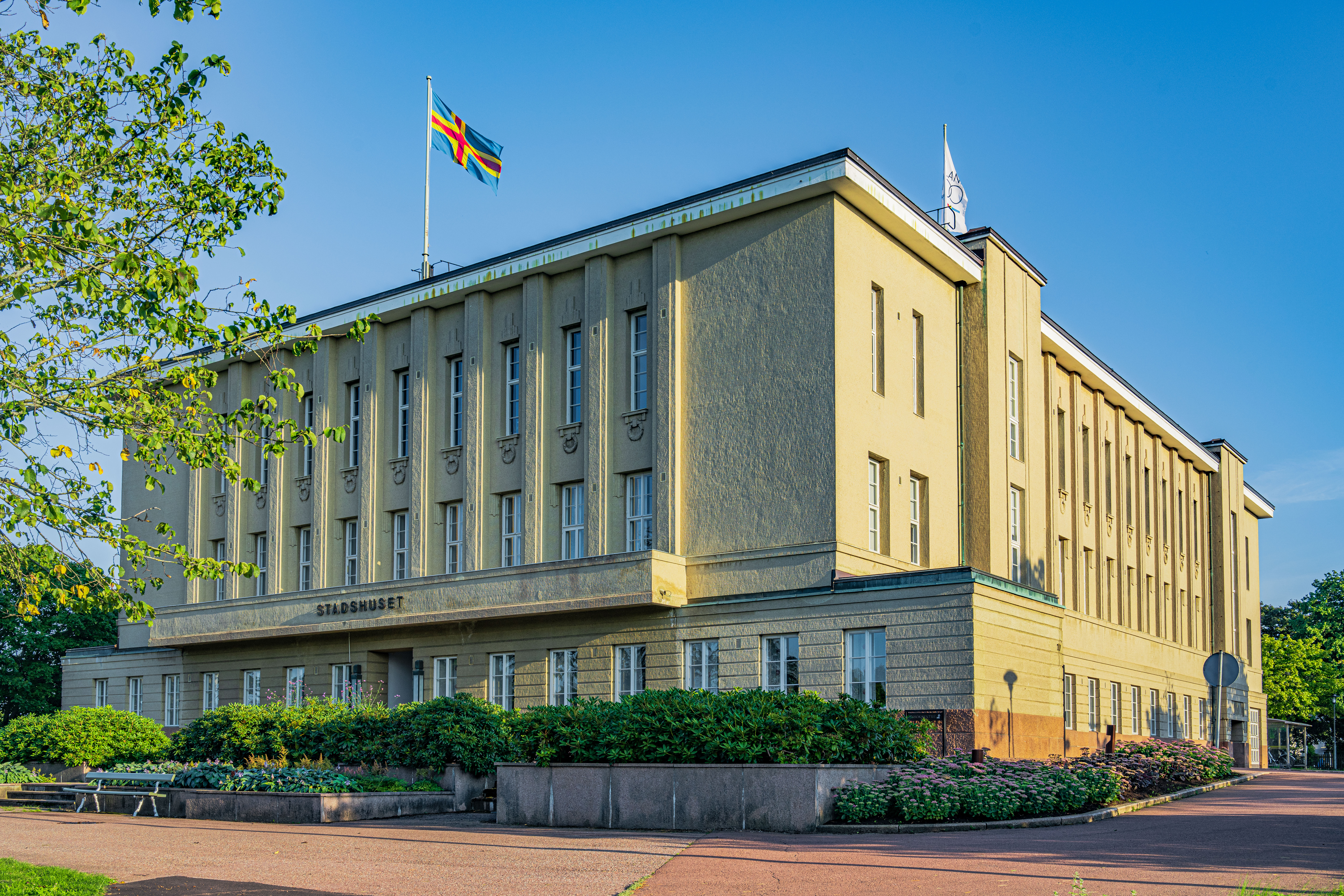
Mariehamns stadshus

Mariehamns stadshus är en stenbyggnad som överblickar torget i Mariehamn på Åland och är centrum för Mariehamns stads stadsfullmäktige och förvaltning. Huset ritades av arkitekt Lars Sonck och byggdes 1939. Ursprungligen fanns även branddepå och ambulansgarage i huset. Huset är sedan 2014 k-märkt.

## Historia
Mariehamns stad grundades 1861 och det första stadsfullmäktige sammankom 1890. Innan stadshuset byggdes sammanträdde fullmäktige bland annat i stadens societetshus och elementarskolan.

## Användning
Stadshusets festsal används bland annat för Mariehamns stadsfullmäktiges möten, konserter och teaterföreställningar.